# 3. Baltische Front
Die 3. Baltische Front (russisch 3-й Прибалтийский фронт) war ein Großverband der Roten Armee im Zweiten Weltkrieg und wurde am 18. April 1944 aus dem Hauptquartier der 20. Armee gebildet, um die Armeen des Südflügels der Leningrader Front (42., 54. und 67. Armee) zu führen. Später kamen die 1. Stoßarmee und die 61. Armee sowie das 10. Panzerkorps und die 2. Gardeartilleriedivision hinzu. Daneben hatte die Front selbständige Truppenteile und Einheiten.
Ab 17. Juli 1944 griff die 3. Baltische Front im Rahmen der Pskow-Ostrower Operation in Richtung Ostrow-Pskow und weiter Richtung Valga an. Die 67. Armee stieß mit dem 116. und 118. Schützenkorps der Generale Fetisow und Abakumow nach Nordwesten in Estland vor und nahm am 25. August 1944 Tartu (Dorpat) ein.
Zwischen 6. und 15. Oktober 1944 unterstützte die Front den Angriff der 2. Baltischen Front (Armeegeneral Jerjomenko) auf die lettische Hauptstadt Riga. Die Armeen Maslennikows griffen den östlichen Stadtteil an: Gegen den südöstlichen Stadtteil die 1. Stoßarmee unter Generalleutnant Zachwatajew, rechts nach Norden das 80. Schützenkorps der 61. Armee und anschließend bis zur Rigaer Bucht die 67. Armee unter Generalleutnant V. Z. Romanowski gegen den Düna-Abschnitt. Nach der Eroberung Rigas wurde die 3. Baltische Front am 16. Oktober 1944 aufgelöst.

## Oberkommando
- Generaloberst (ab Juli 1944 Armeegeneral) I. I. Maslennikow
- Generalleutnant M. W. Rudakow (Mitglied des Militärrats)
- Generalleutnant W. R. Waschkewitsch (Chef der Stabes).